# Hakan Yakin
Hakan Yakin (Bazel, 22 februari 1977) is een Zwitsers voormalig betaald voetballer van Turkse komaf die bij voorkeur in de aanval speelde. Hij verruilde in 2012 FC Luzern voor AC Bellinzona, waar hij in 2013 zijn carrière afsloot. Nadien werd hij trainer. Zijn broer Murat Yakin (1974) speelde eveneens voor het Zwitsers voetbalelftal.

## Spelerscarrière
Yakin nam in dat duel het vierde en laatste doelpunt voor zijn rekening. Hij trad na 77 minuten aan als vervanger van Alexandre Rey. Yakin speelde met FC Basel in de UEFA Champions League.

## Interlandcarrière
Yakin speelde 86 interlands voor Zwitserland. Hij maakte zijn debuut op 20 februari 2000 in een vriendschappelijke wedstrijd in Muscat tegen Oman, die met 4-1 werd gewonnen. Met het Zwitsers nationaal elftal kwam hij uit op onder meer het EK 2004, het WK 2006, het EK 2008 en het WK 2010 . Zijn broer Murat Yakin was ook Zwitsers international en tevens coach bij FC Luzern.

## Trainerscarrière
Hij bogon in het seizoen 2014/15 als trainer van FC Zug 94. Vervolgens was hij jeugdtrainer bij FC St. Gallen en assistent bij zowel FC Schaffhausen als Grasshopper Club Zürich. Aan het begin van het seizoen 2021/22 was hij kort interim trainer van Schaffhausen toen zijn broer bondscoach werd van Zwitserland. Voor het seizoen 2022/23 kreeg hij een vaste aanstelling als hoofdtrainer maar werd in mei 2023 ontslagen.  In oktober 2023 werd hij hoofdtrainer van İstanbulspor.

## Erelijst
FC Basel
- Zwitsers voetballer van het jaar

2003
 BSC Young Boys
- Topscorer Axpo Super League

2008 (24 goals)
- Zwitsers voetballer van het jaar

2008